# 駐緬甸臺北經濟文化辦事處

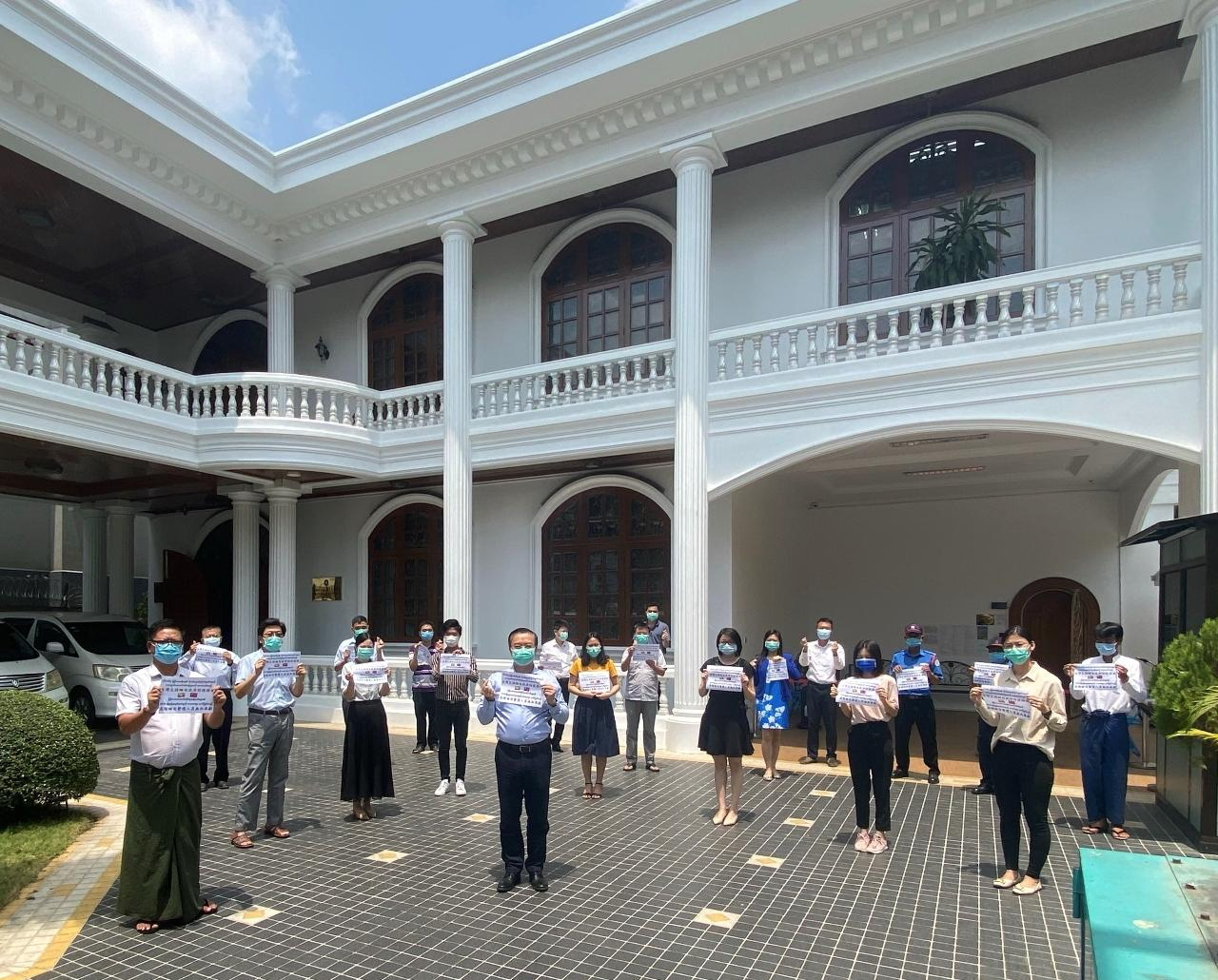
2020年4月，駐緬甸代表李朝成（前中）與職員合影於辦事處中庭。

駐緬甸臺北經濟文化辦事處，亦稱駐緬甸代表處，是中華民國政府派駐緬甸聯邦共和國的代表機構。
辦事處負責推動臺灣與緬甸之間的經貿、農漁業、文化、觀光、人道、能力建構等各層面的雙邊關係，以及辦理護照、簽證、文件證明等领事相關業務，並提供僑民服務與旅外國人急難救助，功能等同邦交國的大使館。
緬甸政府派駐臺灣的代表機構則是緬甸聯邦共和國駐臺北貿易辦事處（မြန်မာကုန်သွယ်ရေးရုံး (တိုင်ပေ)）。後於2021年關閉。

## 歷史
中華民國在緬甸設立代表機構之前，與其有關事務是由駐泰國臺北經濟文化辦事處兼轄。
2014年，於緬甸第一大城仰光設立財團法人國際合作發展基金會駐緬甸辦事處。
2016年3月28日，更名為駐緬甸臺北經濟文化辦事處，由中華民國外交部直接管轄。

## 歷任代表
| 姓名   | 到任      | 離任      | 外交銜級 對外名義 | 外交職務 本職職務 | 備註     | 備註 |
| ------ | --------- | --------- | ----------------- | ----------------- | -------- | ---- |
| 張俊福 | 2017年2月 | 2020年1月 | 代表              | 特命全權大使      | [ 註 1 ] |      |
| 李朝成 | 2020年1月 | 2023年3月 | 代表              | 特命全權大使      |          |      |
| 周中興 | 2023年3月 | 現任      | 代表              | 特命全權大使      |          |      |

## 外部連結
- 駐緬甸臺北經濟文化辦事處的Twitter、僑務組